# Quid Pro Quo
Quid Pro Quo è il 29° album del gruppo rock britannico Status Quo, uscito nel maggio del 2011.

## Il disco
Composizioni vivaci, sonorità vigorose e robusti riff di chitarra elettrica connotano questo Quid Pro Quo, la cui pubblicazione conferma gli Status Quo -a quarantanove anni dalla loro fondazione-, tra le band più longeve ed attive del panorama musicale britannico.
Il prodotto è distinto da un energico taglio hard, ma con una cifra stilistica parzialmente differente dai lavori che avevano reso celebre il gruppo negli anni settanta.
Grazie anche alle nuove sonorità proposte, l'album ottiene buone recensioni dalla critica e viene ben accolto dal pubblico, piazzandosi al 10º posto delle classifiche inglesi.
A chiusura del lavoro è inclusa quale bonus track la reincisione del brano In the Army Now, grande successo del gruppo nel 1986.
Oltre ad essere distribuito su singolo supporto CD, il prodotto viene pubblicato anche in una edizione 2 CD, con l'aggiunta di un disco contenente brani dal vivo tratti da concerti tenuti nel 2010 ad Amsterdam e Melbourne, ed una edizione deluxe limitata (1 000 copie) per collezionisti, contenente anche l'album inciso su supporto di vinile.
Con Quid Pro Quo, gli Status Quo entrano nella Top 10 degli album più venduti nel Regno Unito per il quinto decennio consecutivo (anni settanta-secondo decennio degli anni 2000).

## Tracce
1. Two Way Traffic – 3:58 - (Rossi/Edwards)
2. Rock 'n' Roll 'n' You – 3:26 - (Rossi/Bown)
3. Dust to Gold – 4:51 - (Rossi/Bown/Edwards)
4. Let's Rock – 4:27 - (Parfitt/Morris)
5. Can't See for Looking – 3:53 - (Parfitt/Bown/Edwards)
6. Better Than That – 3:17 - (Rossi/Young)
7. Movin' on – 4:06 - (Rossi/Young)
8. Leave a Little Light on – 4:04 - (Parfitt/Morris)
9. Any Way You Like It – 3:17 - (Bown/Crook/Edwards)
10. Frozen Hero – 4:19 - (Rossi/Bown)
11. Reality Cheque – 4:05 - (Parfitt/Edwards)
12. The Winner – 3:17 - (Rossi/Young)
13. It's All About You – 2:52 - (Rossi/Young)
14. My Old Ways – 3:03 - (Rossi/Young)
15. In the Army Now (2010) - 4:22 - (Bolland/Bolland)

## Tracce del Bonus CD della versioneLimited Edition

### Official Bootleg Live Album
1. Whatever You Want – 5:12 - (Bown/Parfitt)
2. Down Down – 5:05 - (Rossi/Young)
3. Don't Drive My Car – 3:51 - (Parfitt/Bown)
4. Hold You Back – 4:38 - (Parfitt/Rossi/Young)
5. Pictures of Matchstick Men – 2:29 - (Rossi)
6. Ice in the Sun – 2:14 - (Wilde/Scott)
7. Beginning of the End – 4:27 - (Rossi/Edwards)
8. Roll Over Lay Down – 5:58 - (Parfitt/Lancaster/Coghlan/Rossi/Young)
9. Caroline – 5:08 - (Rossi/Young)
10. Rocking All Over the World – 4:07 - (Fogerty)

Recorded in Amsterdam and Melbourne 2010. 
Re-mixed 2011.

## Tracce del Bonus CD della versioneDeluxe Box Set

### Official Bootleg Live Album
1. Whatever You Want – 5:12 - (Bown/Parfitt)
2. Down Down – 5:05 - (Rossi/Young)
3. Don't Drive My Car – 3:51 - (Parfitt/Bown)
4. Hold You Back – 4:38 - (Parfitt/Rossi/Young)
5. Pictures of Matchstick Men – 2:29 - (Rossi)
6. Ice in the Sun – 2:14 - (Wilde/Scott)
7. Beginning of the End – 4:27 - (Rossi/Edwards)
8. Roll Over Lay Down – 5:58 - (Parfitt/Lancaster/Coghlan/Rossi/Young)
9. Caroline – 5:08 - (Rossi/Young)
10. Rocking All Over the World – 4:07 - (Fogerty)
11. Paper Plane – 3:43 - (Rossi/Young)
12. Softer Ride – 3:52 - (Lancaster/Parfitt)

Recorded in Amsterdam and Melbourne 2010. 
Re-mixed 2011.

## Tracce della versione in disco di vinile contenuto nelDeluxe Box Set
Lato A
1. Two Way Traffic – 3:58 - (Rossi/Edwards)
2. Rock 'n' Roll 'n' You – 3:26 - (Rossi/Bown)
3. Dust to Gold – 4:51 - (Rossi/Bown/Edwards)
4. Let's Rock – 4:27 - (Parfitt/Morris)
5. Can't See for Looking – 3:53 - (Parfitt/Bown/Edwards)
6. Better Than That – 3:17 - (Rossi/Young)
7. Movin' on – 4:06 - (Rossi/Young)

Lato B
1. Leave a Little Light on – 4:04 - (Parfitt/Morris)
2. Any Way You Like It – 3:17 - (Bown/Crook/Edwards)
3. Frozen Hero – 4:19 - (Rossi/Bown)
4. Reality Cheque – 4:05 - (Parfitt/Edwards)
5. The Winner – 4:17 - (Rossi/Young)
6. It's All About You – 2:52 - (Rossi/Young)
7. My Old Ways – 3:53 - (Rossi/Young)

## Tracce nella versione doppio vinile
Disco 1 lato A
1. Two Way Traffic – 3:59 - (Rossi/Edwards)
2. Rock 'n' Roll 'n' You – 3:26 - (Rossi/Bown)
3. Dust to Gold – 4:51 - (Rossi/Bown/Edwards)
4. Let's Rock – 4:27 - (Parfitt/Morris)
5. Can't See for Looking – 3:53 - (Parfitt/Bown/Edwards)
6. Better Than That – 3:17 - (Rossi/Young)
7. Movin' on – 4:06 - (Rossi/Young)

Disco 1 lato B
1. Leave a Little Light on – 4:04 - (Parfitt/Morris)
2. Any Way You Like It – 3:17 - (Bown/Crook/Edwards)
3. Frozen Hero – 4:20 - (Rossi/Bown)
4. Reality Cheque – 4:05 - (Parfitt/Edwards)
5. The Winner – 3:17 - (Rossi/Young)
6. It's All About You – 2:53 - (Rossi/Young)
7. My Old Ways – 3:03 - (Rossi/Young)

Disco 2 lato A
1. Whatever You Want – 5:12 - (Bown/Parfitt)
2. Down Down – 5:06 - (Rossi/Young)
3. Don't Drive My Car – 3:51 - (Parfitt/Bown)
4. Hold You Back – 4:38 - (Parfitt/Rossi/Young)
5. Pictures of Matchstick Men – 2:29 - (Rossi)
6. Ice in the Sun – 2:14 - (Wilde/Scott)

Disco 2 lato B
1. Beginning of the End – 4:27 - (Rossi/Edwards)
2. Roll Over Lay Down – 5:58 - (Parfitt/Lancaster/Coghlan/Rossi/Young)
3. Caroline – 5:08 - (Rossi/Young)
4. Rocking All Over the World – 4:07 - (Fogerty)
5. Paper Plane – 3:38 - (Rossi/Young)
6. Softer Ride – 3:46 - (Lancaster/Parfitt)

## Singoli
1. Rock 'n' Roll 'n' You
2. Two Way Traffic (Radio Edit)
3. Better Than That
4. The Winner (Podium Mix)

## Formazione
- Francis Rossi (chitarra solista, voce)
- Rick Parfitt (chitarra ritmica, voce)
- Andy Bown (tastiere, chitarra, armonica a bocca, cori)
- John 'Rhino' Edwards (basso, voce)
- Matt Letley (percussioni)

## Altri musicisti
- Bob Young (armonica a bocca)
- Corps of Army Music (cori in In the Army Now (2010))
- Nick Rossi (chitarra supplementare)
- Simon Clarke (Sassofono Baritono)
- Paul Spong (Tromba)
- Tim Sanders (Sassofono Tenore)